# Deno Geanakoplos
Deno John Geanakoplos (en griego: Κωνσταντίνος Γιαννακόπουλος, Konstandinos Giannakópulos; 11 de agosto de 1916 - 4 de octubre de 2007) fue un conocido estudioso de la historia cultural y religiosa del Imperio Bizantino y de la historia intelectual del Renacimiento italiano, así como profesor emérito de Historia del Imperio Bizantino, Historia del Renacimiento e Historia de la Iglesia Ortodoxa en la Universidad de Yale. 
Escribió más de trece libros y de un centenar de artículos, y era considerado uno de los bizantinistas más eminentes del mundo. El economista John Geanakoplos, también profesor en Yale, es hijo suyo.